# Volker Dehs

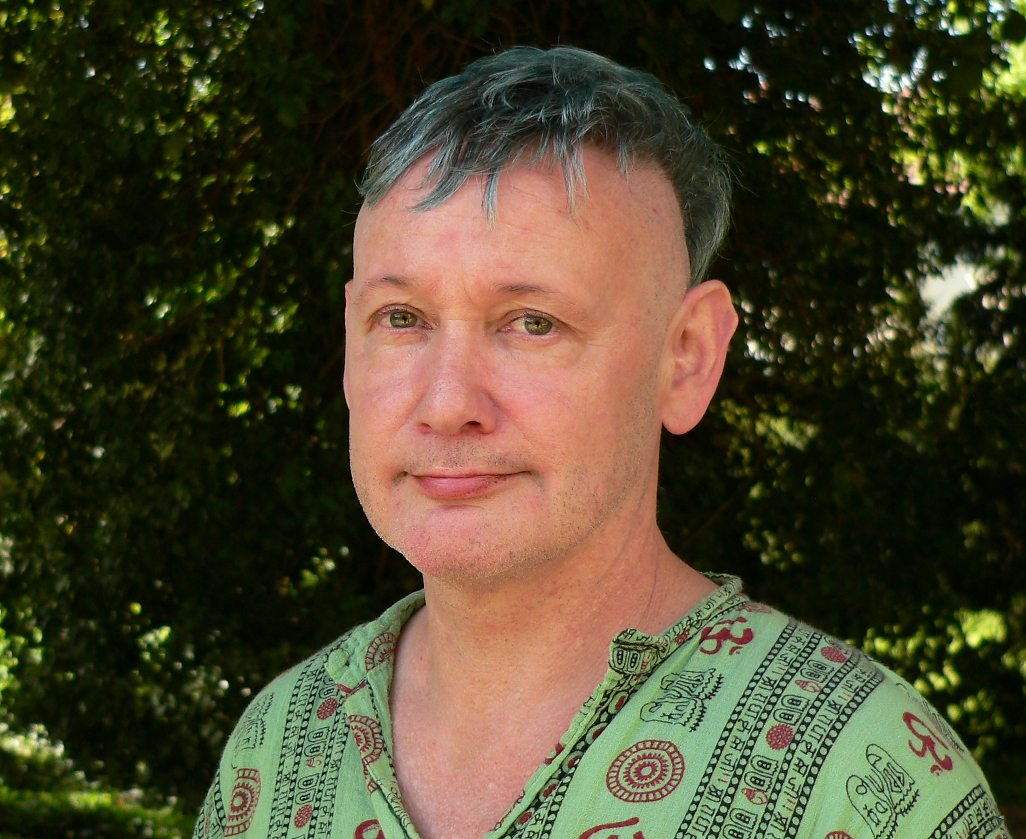
Volker Dehs in Braunschweig 2018

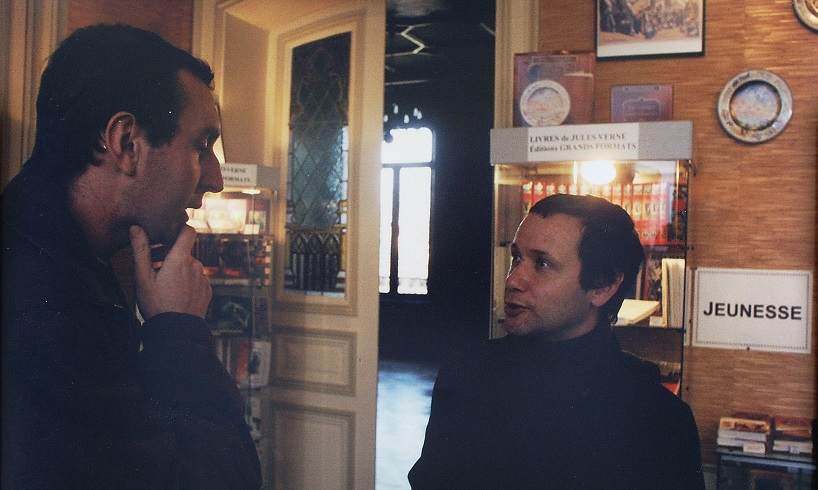
Volker Dehs 2004 mit Alexandre Tarrieu im Maison de Jules Verne.

Volker Dehs (* 4. Februar 1964 in Bremen) ist ein deutscher Literaturwissenschaftler, Übersetzer und Publizist. Er gilt als Jules-Verne-Spezialist beziehungsweise Vernien im deutschsprachigen Raum.

## Leben und Wirken
Volker Dehs studierte ab 1983 Romanistik, Germanistik, Kunstgeschichte und Philosophie an der Georg-August-Universität Göttingen. 1984 war er Stipendiat der Konrad-Adenauer-Stiftung, 1985/86 wurde ihm durch den Deutschen Akademischen Austauschdienst ein Studium an der Universität Nantes ermöglicht. 1992 erhielt er den Preis der Universität Göttingen für besondere Studienleistungen und den Kulturpreis des Landkreises Göttingen.
Bereits während seiner Studienjahre veröffentlichte Dehs verschiedene Artikel über Jules Verne und E. T. A. Hoffmann in deutschen und französischen Literaturzeitschriften, wie der Revue Jules Verne. Im Jahr 1986 erschien seine erste Verne-Biographie in der renommierten Reihe „Rowohlts Monographien“. Dieses Standardwerk sowie weitere Forschungsveröffentlichungen – unter anderem die zweisprachige Zusammenstellung Bibliographischer Führer durch die Jules-Verne-Forschung. 1872–2001 (2002) – festigten Dehs Ruf als führender deutscher Verne-Forscher. Auch in Frankreich fanden seine Forschungsergebnisse große Anerkennung. Dehs ist Vorstandsmitglied der Pariser Société Jules Verne, der er seit 1979 angehört, und des Centre International Jules-Verne in Amiens, wo er sich seit 1985 als Mitglied einbringt. Im Jahr 2005 legte er sein Hauptwerk Jules Verne. Eine kritische Biographie vor. Das umfassende Standardwerk brachte eine Reihe neuer Erkenntnisse über Vernes Leben. Darüber hinaus gab Dehs von ihm vorgenommene (Neu-)Übersetzungen folgender Werke Vernes heraus: 1989 Die Abenteuer der Familie Raton. Ein Märchen (La famille Raton), 2005 Reise zum Mittelpunkt der Erde. Roman (Voyage au centre de la terre), 2006 Von der Erde zum Mond. Direktflug in 97 Stunden 20 Minuten. Roman (De la terre à la lune) und 2007 20.000 Meilen unter dem Meer. Roman (Vingt mille lieues sous les mers).
Daneben verfasste Dehs zusammen mit Thomas Ahlers 1987 Mac und Mufti. Punk in Ebergötzen, eine satirische Übertragung von Wilhelm Buschs klassischer Lausbubengeschichte Max und Moritz in die Punkersprache und -denkweise. Das von Dehs selbst illustrierte Werk entwickelte sich rasch zu einem Kultbuch der Region und erfuhr 2003 eine überarbeitete und erweiterte Neuauflage.
Seit 1988 ist Dehs Mitglied im Verband deutscher Schriftstellerinnen und Schriftsteller (VS). Am 10. April 2001 trat er dem Jules-Verne-Club bei, in dessen Magazin Nautilus er regelmäßig Aufsätze und Übersetzungen veröffentlicht.
Volker Dehs, der sich auch als Theaterkritiker betätigte, lebt als Literaturwissenschaftler und freier Publizist in Göttingen.

## Schriften (Auswahl)
- Jules Verne. Mit Selbstzeugnissen und Bilddokumenten dargestellt, Rowohlts Monographien (Band 358), Reinbek bei Hamburg 1986, (4. Auflage 2005, ISBN 3-499-50358-1)
- zusammen mit Thomas Ahlers: Mac und Mufti. Punk in Ebergötzen, Göttingen 1987, ISBN 3-921860-30-X (überarbeitete und erweiterte Neu-Edition, Göttingen 2003, unter ISBN 3-930333-25-2)
- als Übersetzer und Herausgeber: Jules Verne: Die Abenteuer der Familie Raton. Ein Märchen (OT: La famille Raton), Frankfurt am Main 1989, ISBN 3-596-22880-8
- Bibliographischer Führer durch die Jules-Verne-Forschung. 1872–2001 / Guide bibliographique à travers la critique vernienne, Schriftenreihe und Materialien der Phantastischen Bibliothek Wetzlar (Band 63), Wetzlar2002 (Zweisprachige Ausgabe)
- als Übersetzer und Herausgeber: Jules Verne: Reise zum Mittelpunkt der Erde. Roman (OT: Voyage au centre de la terre), Düsseldorf und Zürich 2005, ISBN 3-538-06972-7
- Jules Verne. Eine kritische Biographie, Düsseldorf 2005, ISBN 3-538-07208-6
- als Herausgeber zusammen mit Ralf Junkerjürgen: Jules Verne. Stimmen und Deutungen zu seinem Werk, Schriftenreihe und Materialien der Phantastischen Bibliothek Wetzlar (Band 75), Wetzlar 2005
- als Übersetzer und Herausgeber: Jules Verne: Von der Erde zum Mond. Direktflug in 97 Stunden 20 Minuten. Roman (OT: De la terre à la lune), Düsseldorf 2006, ISBN 3-538-06306-0
- als Übersetzer und Herausgeber: Jules Verne: Zwanzigtausend Meilen unter dem Meer. Roman (OT: Vingt mille lieues sous les mers), Düsseldorf 2007, ISBN 978-3-538-06308-2 oder ISBN 3-538-06308-7

Dehs verfasste zudem drei Beiträge für das von Heinrich Pleticha herausgegebene Jules Verne Handbuch, Deutscher Bücherbund/Bertelsmann, Stuttgart und München 1992. Weiter ist er Mitautor von Das Affen-Buch (Haffmans, Zürich 1994, ISBN 3-251-00246-5) und Stimmen im Kreis. Eine Anthologie (Mecke, Duderstadt 1994, ISBN 3-923453-58-2).